# Municipio de Howard (condado de Story)
El municipio de Howard (en inglés: Howard Township) es un municipio ubicado en el condado de Story en el estado estadounidense de Iowa. En el año 2010 tenía una población de 2252 habitantes y una densidad poblacional de 23,96 personas por km².

## Geografía
El municipio de Howard se encuentra ubicado en las coordenadas 42°9′28″N 93°31′54″O / 42.15778, -93.53167. Según la Oficina del Censo de los Estados Unidos, el municipio tiene una superficie total de 93.98 km², de la cual 93,96 km² corresponden a tierra firme y (0,02 %) 0,02 km² es agua.

## Demografía
Según el censo de 2010, había 2252 personas residiendo en el municipio de Howard. La densidad de población era de 23,96 hab./km². De los 2252 habitantes, el municipio de Howard estaba compuesto por el 97,78 % blancos, el 0,4 % eran afroamericanos, el 0,18 % eran amerindios, el 0,49 % eran asiáticos, el 0,4 % eran de otras razas y el 0,75 % eran de una mezcla de razas. Del total de la población el 1,6 % eran hispanos o latinos de cualquier raza.